# Liste der Bodendenkmale in Dahlenburg
In der Liste der Bodendenkmale in Dahlenburg sind alle Bodendenkmale der niedersächsischen Gemeinde Dahlenburg aufgelistet. Die Quelle ist der Denkmalatlas Niedersachsen. Der Stand der Liste ist der 16. Juli 2024.

## Allgemein
In den Spalten finden sich folgende Informationen des Bodendenkmales :
- Lage        : geographische Koordinaten
- Bezeichnung : Bezeichnung lt. Denkmalatlas
- Beschreibung: Beschreibung lt. Denkmalatlas
- ID          : Objekt-ID
- Bild        : Bild, ggf. zusätzlich mit Link zu weiteren Fotos im Medienarchiv Wikimedia Commons.

## Buendorf
| Lage                        | Bezeichnung           | Beschreibung | ID       | Bild |
| --------------------------- | --------------------- | --- | -------- | ---- |
| 53° 11′ 16″ N, 10° 46′ 9″ O | Buendorf 6, Grabhügel | Leicht oval, O-W orientiert, L. 21 m, Br. 19 m und H. von 1,5 m. Kuppe ist flach gewölbt und der Rand abgesetzt. Oberfläche unregelmäßig und östlich sowie südlich der Kuppe große flache Vertiefungen und Tierbaue. | 28933874 | BW   |

## Eimstorf
| Lage                         | Bezeichnung               | Beschreibung | ID       | Bild |
| ---------------------------- | ------------------------- | --- | -------- | ---- |
| 53° 11′ 13″ N, 10° 40′ 28″ O | Eimstorf 1, Großsteingrab | N-S orientiert und besitzt auf östlicher Langseite ca. 10 gut sichtbare Steine. Auf der westlichen Seite sechs Steine (weitgehend in der Erde steckend). Um die steinerne Kammer die schwache Erhöhung eines auseinandergeflossenen Erdhügels. Einige Findlinge, die sich in der näheren Umgebung finden, stammen eventuell vom Großsteingrab. | 28932281 |      |
| 53° 12′ 11″ N, 10° 39′ 47″ O | Eimstorf 2, Grabhügel     | Fast rund, Dm. 8,6 m und H. 0,3 m. Sehr flach und der Rand läuft in das umgebende Gelände aus. | 28932283 | BW   |
| 53° 12′ 30″ N, 10° 39′ 19″ O | Eimstorf 3, Grabhügel     | Fast rund, Dm. ca. 16,2 m; H. ca. 0,6 m. Rand schwach abgesetzt, in der Kuppe flache Mulde. Am Rand größerer Stein. | 28932285 | BW   |
| 53° 12′ 48″ N, 10° 41′ 3″ O  | Eimstorf 4, Grabhügel     | Oval, Nord-Süd orientiert, L. 16,5 m; Br. 10,5 m; H. 1,3 m. Kuppe abgeflacht und der Rand abgesetzt. Einige Granitsteine. | 28932287 | BW   |
| 53° 12′ 53″ N, 10° 40′ 52″ O | Eimstorf 5, Grabhügel     | Fast rund, Dm. 18 m; H. ca. 1,2 m. Kuppe abgeflacht, Rand auslaufend. | 28932289 | BW   |
| 53° 12′ 57″ N, 10° 40′ 53″ O | Eimstorf 6, Grabhügel     | Dm. von 9,4 m und 0,3 m hoch. Kuppe abgeflacht und Randbereiche laufen in das umgebende Gelände aus. Zahlreiche Steine sichtbar. Wird von einem O-W verlaufenden Waldweg überzogen. | 28932291 | BW   |
| 53° 13′ 2″ N, 10° 40′ 43″ O  | Eimstorf 7, Grabhügel     | Rund, Dm. 13,6 m; H. ca. 0,9 m. Kuppe abgeflacht. | 28932293 | BW   |
| 53° 13′ 2″ N, 10° 40′ 4″ O   | Eimstorf 8, Grabhügel     | Oval, Nord-Süd orientiert, L. 21,7 m; Br. 17 m; H. 1 m. Rand im Süden auslaufend, sonst abgesetzt. In der Kuppe eine ausgeprägte Mulde. Zahlreiche bis kopfgroße Granitsteine. | 28932295 | BW   |
| 53° 13′ 6″ N, 10° 40′ 5″ O   | Eimstorf 9, Grabhügel     | Oval, Nord-Süd gerichtet, L. 23,4 m; Br. 16 m; H. 1,9 m. hoch gewölbt und der Rand abgesetzt. In dem Hügel etliche kleine Einkuhlungen. Am Hügelfuß einzelne bis kopfgroße Granitsteine, bei denen es sich um Reste einer Steineinfassung handeln könnte.                                                                                      | 28932297 | BW   |
| 53° 13′ 5″ N, 10° 40′ 2″ O   | Eimstorf 10, Grabhügel    | Fast rund, Dm ca. 19 m; H. ca. 1,2 m. Flach gewölbt, Rand auslaufend. | 28932299 | BW   |
| 53° 12′ 14″ N, 10° 39′ 48″ O | Eimstorf 11, Grabhügel    | Oval, Nord-Süd orientiert, L. 17 m; Br. 13,5 m; H. bis 0,9 m. Kuppe abgeflacht und nach Süden geneigt. Rand abgesetzt. Im Süd-Bereich Einkuhlung. | 28932301 | BW   |

### Eimstorf 12
ID:28934650
Ca. 300 m nordwestlich von Klein Sommerbeck liegt auf einer flach gewölbten, nach Osten vorragenden Höhenzunge eine Gruppe von vier runden Hügeln. Dm. 14,4–21 m; H. 0,8–1,9 m. Hügel FStNr. 15 war bereits 1945 durch eine Eingrabung beschädigt.

| Lage                         | Bezeichnung | Beschreibung | ID       | Bild |
| ---------------------------- | ----------- | --- | -------- | ---- |
| 53° 12′ 14″ N, 10° 40′ 29″ O | Eimstorf 12 | Fast rund, Dm. 15 m; H. 1,2 m. Rand abgesetzt. Südwest-Nordost verlaufende Pflanzfurchen.                                                                        | 28932305 | BW   |
| 53° 12′ 15″ N, 10° 40′ 29″ O | Eimstorf 13 | Fast rund, Dm. 18 m; H: 1,7 m. Kuppe abgeflacht, Rand abgesetzt.                                                                                                 | 28932402 | BW   |
| 53° 12′ 16″ N, 10° 40′ 31″ O | Eimstorf 14 | Fast rund, Dm. 21 m; H. 1,9 m. Rand abgesetzt und Kuppe abgeflacht. Oberfläche unregelmäßig, mit einzelnen Eintiefungen. Einzelne größere Granitsteine sichtbar. | 28932404 | BW   |
| 53° 12′ 14″ N, 10° 40′ 30″ O | Eimstorf 15 | Fast rund, Dm. 14,4 m: H. 0,8 m. Rand abgesetzt. Kuppe eingetieft, überpflügt und zerwühlt. Überkopfgroßer Granitstein sichtbar.                                 | 28932406 | BW   |

### Eimstorf 20
ID:28932416
Ca. 0,9 km südsüdwestlich von Wiecheln liegt auf einem flachen Höhenrücken eine Gruppe von vier Grabhügeln. Dm. 6–10 m; H. 0,6–1,3 m.

| Lage                         | Bezeichnung | Beschreibung | ID       | Bild |
| ---------------------------- | ----------- | --- | -------- | ---- |
| 53° 12′ 54″ N, 10° 40′ 14″ O | Eimstorf 20 | Fast rund, Dm. 10 m; H. 1,3 m. Am Nordnordost-, Nordwest- und Südwest-Rand flache Eingrabungen, am Nordnordost- und Ost-Rand drei Granitsteine. | 28932418 | BW   |
| 53° 12′ 54″ N, 10° 40′ 13″ O | Eimstorf 21 | Fast rund, Dm. 6 m; H. 0,6 m. Am Rand von Nordosten bis Westen flache Rinne.                                                                    | 28932420 | BW   |
| 53° 12′ 54″ N, 10° 40′ 13″ O | Eimstorf 22 | Rund, Dm. 9 m; H. im Norden 1,4 m; im Süden 0,6 m. Am Nordost- und Nord-Rand flache Eingrabung.                                                 | 28932422 | BW   |
| 53° 12′ 53″ N, 10° 40′ 11″ O | Eimstorf 23 | Fast rund, Dm. 7 m; H. 0,8 m. Am Nord- bis West-Rand flache Rinne. Am Süd-Rand ein kleiner Waldpfad.                                            | 28932424 | BW   |

## Ellringen
| Lage                         | Bezeichnung            | Beschreibung | ID       | Bild |
| ---------------------------- | ---------------------- | --- | -------- | ---- |
| 53° 14′ 11″ N, 10° 42′ 32″ O | Ellringen 1, Grabhügel | Rund, Dm. 13 m; H. 1 m. Rand abgesetzt. | 28932277 | BW   |
| 53° 14′ 11″ N, 10° 42′ 31″ O | Ellringen 2, Grabhügel | Rund, Dm. 12 m; H. 0,9 m. Rand abgesetzt. | 28932279 | BW   |
| 53° 14′ 7″ N, 10° 42′ 38″ O  | Ellringen 4, Grabhügel | Rund, Dm. 13 m und erhaltenen H. 1,20 m. | 28966492 | BW   |
| 53° 14′ 6″ N, 10° 42′ 38″ O  | Ellringen 5, Grabhügel | Rund, Dm. von 22 m. Höhe noch 1,80 bis 2,00 m. Südöstl. schließt eine plateau-ähnliche Erweiterung (H. 1,00 m) an. Es ist nicht sicher, ob diese Erweiterung künstlich oder natürlichen Ursprungs ist. | 28966596 | BW   |
| 53° 14′ 11″ N, 10° 42′ 27″ O | Ellringen 7, Grabhügel | Rund, Dm. 14 m, H. 0,80 m. | 28905957 | BW   |

## Gienau
| Lage                         | Bezeichnung             | Beschreibung | ID       | Bild |
| ---------------------------- | ----------------------- | --- | -------- | ---- |
| 53° 10′ 7″ N, 10° 38′ 59″ O  | Gienau 1, Grabhügel     | Annähernd rund, Dm. von 10,5 m. Auf der Kuppe zwei Steine. Zum Rand hin könnten fünf Steine zu einem inneren Steinkranz von 8,5 m Dm. gehören; weiter außen könnten drei Steine die Reste eines Kranzes von 17 m Dm. bilden. | 28935652 | BW   |
| 53° 10′ 7″ N, 10° 38′ 57″ O  | Gienau 2, Grabhügel     | Annähernd rund, Dm. ca. 9,5 m und H. 0,6 m. In der Kuppe stecken zwei große und zahlreiche kleinere Granitbrocken; am Rand einige große Findlinge. | 28935653 | BW   |
| 53° 10′ 7″ N, 10° 38′ 57″ O  | Gienau 3, Großsteingrab | Reste eines Großsteingrabes. Die noch erhaltene Steineinfassung ist fast rund. L. 11 m und Br. ca. 11 m. Ein Stein der Umfassung weist Sprenglöcher auf. Die Maße des Erdhügels betragen 12 × 10 m bei einer H. von 1 m. | 28935654 |      |
| 53° 9′ 50″ N, 10° 38′ 49″ O  | Gienau 4, Großsteingrab | Westlich von Gienau liegt zusammen mit FStNr. 5 auf einer rechteckigen, von einem Graben begrenzten und erhöhten Fläche ein Großsteingrab. NO-SW orientiert und 8 m lang. Von der südöstlichen Langseite ist ein Tragstein (der nordöstlichste?) möglicherweise in situ erhalten. Ebenso der Tragstein der südwestlichen Schmalseite.  | 28935656 | BW   |
| 53° 9′ 49″ N, 10° 38′ 50″ O  | Gienau 5, Grabhügel     | Fast rund, Dm. von 9 m und einer H. von 1 m. Mehrere Granitblöcke erkennbar. Kopfgroße Granitsteine an der Oberfläche. Eventuell handelt es sich ebenfalls um ein überhügeltes Großsteingrab. | 28935657 | BW   |
| 53° 10′ 17″ N, 10° 37′ 53″ O | Gienau 6, Grabhügel     | Oval, O-W orientiert, L. 17 m, Br. 14 m und H. 1,2 m. In der Mitte durch Eingrabung (4,5 × 3,5 m; T. 0,9 m) gestört. Im Hügelmantel auf der S-Seite und am N-Rand größere Granitfindlinge , weitere Findlinge südwestl. und nordwestl. Durch Tierbaue gestört. Möglicherweise handelt es sich um eine frühbronzezeitliche Steinkammer. | 28935658 | BW   |

## Lemgrabe
| Lage                         | Bezeichnung               | Beschreibung | ID       | Bild |
| ---------------------------- | ------------------------- | --- | -------- | ---- |
| 53° 9′ 9″ N, 10° 41′ 30″ O   | Lemgrabe 1, Großsteingrab | Die Steinkammer ist NW-SO orientiert und in den flachen Erdhügel eingetieft. Die Kammer besitzt sechs Joche. Die Abschlusssteine ihrer Schmalseiten und die erhaltenen Tragsteine der Langseiten sind in situ.                 | 28935659 |      |
| 53° 9′ 16″ N, 10° 41′ 25″ O  | Lemgrabe 2, Großsteingrab | Innerhalb dieser Fläche ist ein Erddamm mit noch ca. 0,4 m H. (also 0,9 m über dem Niveau der Waldfläche) erhalten. Von der Umfassung sind im Osten sieben, im Norden drei, im Westen vier und im S zwei Steine festgestellt.  | 28935755 |      |
| 53° 10′ 28″ N, 10° 40′ 37″ O | Lemgrabe 10, Grabhügel    | Fast rund, Dm. 18 m und H. 0,9 m. Rand läuft in das umliegende Gelände aus. In der Kuppe eine flache Mulde und der Ostbereich durch Waldpfad angeschnitten.                                                                    | 28935764 | BW   |
| 53° 10′ 28″ N, 10° 40′ 41″ O | Lemgrabe 11, Grabhügel    | Fast rund, Dm. 15 m und H. 0,6 m. Rand läuft in das umliegende Gelände aus. In der Kuppe eine flache Mulde und Tiergänge stören den Hügel. An der Oberfläche vereinzelt bis faustgroße Granitsteine.                           | 28935765 | BW   |
| 53° 9′ 17″ N, 10° 41′ 23″ O  | Lemgrabe 12, Grabhügel    | Oval, etwa O-W orientiert, L. 13 m und H. 0,4 m. Zentralbereich ist ausgekoffert. Störungen am N- und O-Rand. Der S-Rand wird von Parzellengrenze (Gräbchen) geschnitten. Einige bis kopfgroße Granitsteine an der Oberfläche. | 28935766 | BW   |

### Lemgrabe 6
ID:28935759
Südlich des Grandberges auf einem leicht geneigtem Südwesthang liegt ein Grabhügelfeld von vier Hügeln (Dm. 9–20 m, H. 0,6–1,5 m).

| Lage                         | Bezeichnung | Beschreibung | ID       | Bild |
| ---------------------------- | ----------- | --- | -------- | ---- |
| 53° 10′ 31″ N, 10° 40′ 24″ O | Lemgrabe 6  | Fast rund, Dm. 15 m und H. 0,6 m. Kuppe abgeflacht und der Rand läuft in das umliegende Gelände aus.                                                                 | 28935760 | BW   |
| 53° 10′ 31″ N, 10° 40′ 27″ O | Lemgrabe 7  | Rund, Dm. 20 m und H. 1,5 m. Rand ist schwach abgesetzt. Tiergänge und eine Eingrabung in der Kuppe stören.                                                          | 28935761 | BW   |
| 53° 10′ 30″ N, 10° 40′ 27″ O | Lemgrabe 8  | Fast rund, Dm. 9 m und H. bis zu 0,3 m. Rand läuft in das umliegende Gelände aus. Oberfläche wird durch schwache Pflanzfurchen gestört und die Kuppe ist abgeflacht. | 28935762 | BW   |
| 53° 10′ 30″ N, 10° 40′ 29″ O | Lemgrabe 9  | Fast rund, Dm. 13 m und H. 0,6 m. Rand läuft in das umliegende Gelände aus. Durch einen über den O-Bereich verlaufenden Waldweg gestört. Schwache Pflanzrillen.      | 28935763 | BW   |

## Riecklingen
| Lage                        | Bezeichnung              | Beschreibung | ID       | Bild |
| --------------------------- | ------------------------ | --- | -------- | ---- |
| 53° 12′ 8″ N, 10° 42′ 35″ O | Riecklingen 1, Grabhügel | Rest eines Grabhügels. Der erhaltene Nord-Teil ist Westnordwest-Ostsüdost orientiert. L. 21 m; Br. (noch) 9 m; H. noch 1,2 m. Die Süd-Hälfte ist bis unter den gewachsenen Boden abgetragen, der äußerste Rand des südlichen Hügelfußes scheint jedoch erhalten zu sein. In der Vertiefung eine Feuerstelle aus kopfgroßen Steinen. In einem ca. 2 m breiten Streifen parallel zur Abbruchkante kleinere Einkuhlungen. Östlich am Rand des Wäldchens Ansammlung von großen Findlingsblöcken (gr. L. bis über 1 m), es ist jedoch unklar, ob diese aus dem Hügel stammen oder von den umliegenden Feldern. | 28932428 | BW   |
| 53° 12′ 7″ N, 10° 42′ 58″ O | Riecklingen 2, Grabhügel | Rund, Dm. ca. 23 m; H. 1,6 m. In der Mitte große rechteckige Eingrabung (L. 7,5 m; Br. 4,5 m) und mehrere kleine Einkuhlungen. Im Südwesten von Waldweg angeschnitten. | 28932430 | BW   |
| 53° 12′ 8″ N, 10° 42′ 56″ O | Riecklingen 3, Grabhügel | Rund, Dm. 15 m; H. 1,2 m. Rand im Westen und Norden gut abgesetzt und im Süden und Osten auslaufend. In der Mitte Eingrabung. | 28932527 | BW   |